# Geest-Gérompont-Petit-Rosière
Geest-Gérompont-Petit-Rosière is een deelgemeente van de Belgische gemeente Ramillies.
Geest-Gérompont-Petit-Rosière ligt in de provincie Waals-Brabant.
De deelgemeente bestaat uit Geest-Gérompont en Petit-Rosière.

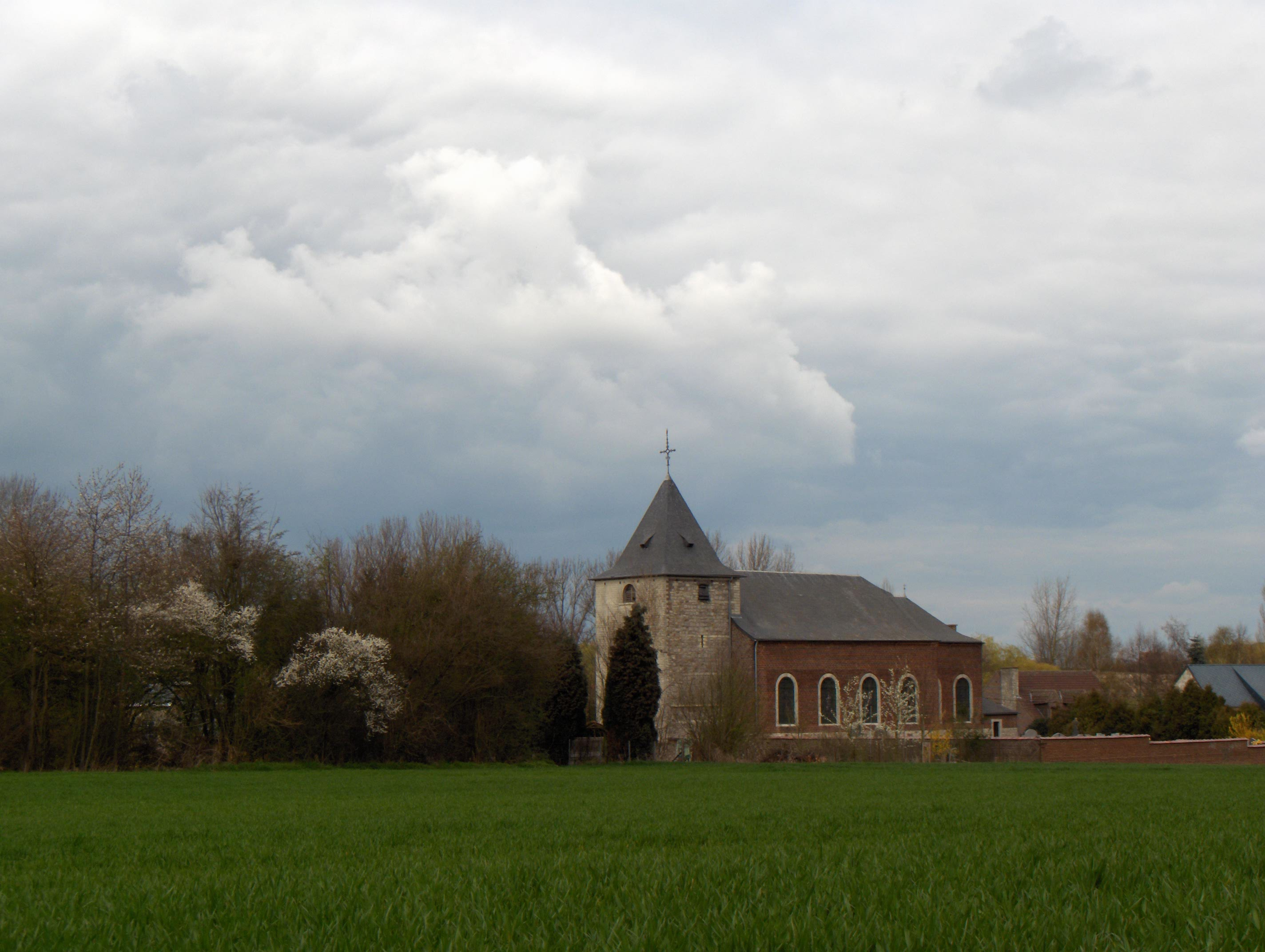
Kerk in Geest-Gérompont

## Geschiedenis
In de middeleeuwen werden Geest en zijn afhankelijkheid Gérompont al verenigd in Geest-Gérompont. Op het eind van het ancien régime werden Geest-Gérompont en Petit-Rosière zelfstandige gemeenten. In 1822 werden beide gemeenten samengevoegd tot Geest-Gérompont-Petit-Rosière.
In 1971 werd Geest-Gérompont-Petit-Rosière samengevoegd met Bomal en Mont-Saint-André tot fusiegemeente Gérompont. Die gemeente werd in 1977 weer opgeheven en bij Ramillies gevoegd.

## Demografische ontwikkeling
- Bronnen:NIS, Opm:1831 tot en met 1961=volkstellingen

## Bezienswaardigheden
- De Église Saint-Remi in Geest-Gérompont
- De Église Saint-Symphorien in Petit-Rosière

Deelgemeenten: Autre-Église · Bomal · Geest-Gérompont-Petit-Rosière · Grand-Rosière-Hottomont · Huppaye · Mont-Saint-André · Ramillies-Offus

Overige dorpen en gehuchten: Geest-Gérompont · Gérompont · Grand-Rosière · Hédenge · Hottomont · Molembais-Saint-Pierre · Offus · Petit-Rosière

Belgische gemeenten · Arrondissement Nijvel · Waals-Brabant · Wallonië